# Ruth Hussey
Ruth Hussey (Providence, 1911. október 30. – Newbury Park, 2005. április 19.) Oscar-díjra jelölt amerikai színésznő.

## Élete
1911-ben született Rhode Islanden. Hussey filozófiát végzett a Rhode Island-i Brown Egyetemen, majd a Michigan School of Drama egyetemen tanult, mielőtt divatkommentátor lett egy helyi rádióállomáson. Powers-modellként tartotta fenn magát, mielőtt megkapta Kay szerepét a Dead End (1937) turnézó társulatában. Hussey-t az MGM stúdió szerződtette, első filmjeiben csak kisebb szerepeket kapott. 1939-ben Edward G. Robinson feleségét játszotta a Blackmailben, 1940-ben Walter Pidgeon és Robert Taylor mellett a Flight Commandben. Ugyanebben az évben kapott szerepet a Philadelphiai történetben a főszerepben Katharine Hepburnnel, Cary Granttel és James Stewarttal. Hussey-t alakításáért Oscar-díjra jelölték. 1942-ben Van Heflin oldalán játszott a Tennessee Johnsonban. 1952-ben Hussey Clifton Webb-bel játszott a Stars And Stripes Forever-ben. 
Az 1950-es évek közepére Hussey a televíziós karrierjére koncentrált, utolsó szerepét 1973-ban játszotta My Darling Daughter's Anniversary című tévéfilmben. 

### Magánélete
1942-ben Hussey feleségül ment Robert Longeneckerhez, akitől három gyermeke született.

## Filmográfia

### Színházi szerepek
Az Internet Broadway Database nyilvántartása szerint:
- 1945–47: State of the Union
- 1948–49: Goodbye, My Fancy
- 1951: The Royal Family

### Filmek
| Év   | Cím                                             | Szerep                    | Magyar hangja        |
| ---- | ----------------------------------------------- | ------------------------- | -------------------- |
| 1937 | Big City                                        | a polgármester titkárnője | (nincs a stáblistán) |
| 1937 | Madame X                                        | Annette                   |                      |
| 1938 | Man-Proof                                       | Jane                      |                      |
| 1938 | Judge Hardy's Children                          | Margaret "Maggie" Lee     |                      |
| 1938 | Hold That Kiss                                  | Nadine Piermont           |                      |
| 1938 | Marie Antoinette                                | de Polignac hercegnő      | (nincs a stáblistán) |
| 1938 | Rich Man, Poor Girl                             | Joan Thayer               |                      |
| 1938 | Time Out for Murder                             | Peggy Norton              |                      |
| 1938 | Spring Madness                                  | Kate McKim                |                      |
| 1939 | Honolulu                                        | Eve                       |                      |
| 1939 | Within the Law                                  | Mary Turner               |                      |
| 1939 | Maisie                                          | Sybil Ames                |                      |
| 1939 | Another Thin Man                                | Dorothy Waters            |                      |
| 1939 | The Woman                                       | Miss Watts                |                      |
| 1939 | Blackmail                                       | Helen Ingram              |                      |
| 1939 | Fast and Furious                                | Lily Cole                 |                      |
| 1940 | Északnyugati átjáró (Northwest Passage)         | Elizabeth Browne          | Kiss Virág           |
| 1940 | Susan and God                                   | Charlotte                 |                      |
| 1940 | Philadelphiai történet (The Philadelphia Story) | Elizabeth "Liz" Imbrie    | Szerencsi Éva        |
| 1940 | Flight Command                                  | Lorna Gary                |                      |
| 1941 | Free and Easy                                   | Martha Gray               |                      |
| 1941 | Our Wife                                        | Susan Drake professzor    |                      |
| 1941 | Married Bachelor                                | Norma Haven               |                      |
| 1941 | H.M. Pulham, Esq.                               | Kay Motford               |                      |
| 1942 | Pierre of the Plains                            | Daisy Denton              |                      |
| 1942 | Tennessee Johnson                               | Eliza McCardle Johnson    |                      |
| 1943 | Tender Comrade                                  | Barbara Thomas            |                      |
| 1944 | The Uninvited                                   | Pamela Fitzgerald         |                      |
| 1944 | Marine Raiders                                  | Ellen Foster százados     |                      |
| 1945 | Bedside Manner                                  | Dr. Hedy Fredericks       |                      |
| 1948 | I, Jane Doe                                     | Eve Meredith Curtis       |                      |
| 1949 | A nagy Gatsby (The Great Gatsby)                | Jordan Baker              | Hámori Eszter        |
| 1950 | Louisa                                          | Meg Norton                |                      |
| 1950 | Mr. Music                                       | Lorna Marvis              |                      |
| 1951 | That's My Boy                                   | Ann Jackson               |                      |
| 1952 | Woman of the North Country                      | Christine Powell          |                      |
| 1952 | Stars and Stripes Forever                       | Jennie Sousa              |                      |
| 1953 | The Lady Wants Milk                             | Nora Connors              |                      |
| 1960 | The Facts of Life                               | Mary Gilbert              |                      |

### Televíziós sorozatok
| Év      | Cím                                      | Szerep                                  | Megjegyzés |
| ------- | ---------------------------------------- | --------------------------------------- | ---------- |
| 1950    | Nash Airflyte Theatre                    | ?                                       | 1 epizód   |
| 1950    | Pulitzer Prize Playhouse                 | Isabel Amberson                         | 1 epizód   |
| 1950–57 | Lux Video Theatre                        | különböző szerepek                      | 6 epizód   |
| 1951    | Celanese Theatre                         | Cora Simon                              | 1 epizód   |
| 1951–52 | Family Theatre                           | Szűz Mária / Mary                       | 3 epizód   |
| 1953    | The Ford Television Theatre              | Allison Scott                           | 1 epizód   |
| 1953    | Footlights Theater                       | Allison Scott                           | 1 epizód   |
| 1953    | The Revlon Mirror Theater                | ?                                       | 1 epizód   |
| 1953–54 | General Electric Theater                 | Emma                                    | 2 epizód   |
| 1954    | Your Play Time                           | ?                                       | 1 epizód   |
| 1954    | Studio One                               | Nancy Edison                            | 1 epizód   |
| 1954    | The Elgin Hour                           | Fran Tillman                            | 1 epizód   |
| 1955    | Producers' Showcase                      | Mary Haines                             | 1 epizód   |
| 1955    | Shower of Stars                          | Agnes Carroll                           | 1 epizód   |
| 1955    | Jane Wyman Presents the Fireside Theatre | Nancy                                   | 1 epizód   |
| 1955–56 | Science Fiction Theatre                  | Janice O'Hara / Bernice Knight          | 2 epizód   |
| 1955–57 | Climax!                                  | Alice Moore / Martha / Katherine Benson | 3 epizód   |
| 1955–60 | The Christophers                         | ?                                       | 2 epizód   |
| 1956    | Playwrights '56                          | Mrs Anderson                            | 1 epizód   |
| 1956    | Studio 57                                | Maxine Smith                            | 1 epizód   |
| 1956    | Alfred Hitchcock Presents                | Paula Hudson                            | 1 epizód   |
| 1956–58 | The Red Skelton Hour                     | Ruby / tulajdonos                       | 2 epizód   |
| 1960    | Joyful Hour                              | Mary                                    | tévéfilm   |
| 1961    | Insight                                  | ?                                       | 1 epizód   |
| 1963    | Vacation Playhouse                       | Edie Ramsey nővér                       | 1 epizód   |
| 1965    | Valentine's Day                          | Mrs Freeman                             | 1 epizód   |
| 1971    | Marcus Welby, M.D.                       | Laura Benson                            | 1 epizód   |
| 1972    | The Jimmy Stewart Show                   | Lydia Harper                            | 1 epizód   |
| 1973    | The New Perry Mason                      | Corinne Warner                          | 1 epizód   |
| 1973    | My Darling Daughters' Anniversary        | Maggie Cartwright                       | tévéfilm   |

## Díjak és jelölések
| Cím                             | Esemény                | Díj                                                | Eredmény |
| ------------------------------- | ---------------------- | -------------------------------------------------- | -------- |
| Philadelphiai történet          | 13. Oscar-gála         | Legjobb női mellékszereplő                         | Jelölve  |
| Lux Video Theatre: Craig's Wife | 7. Primetime Emmy-gála | Legjobb női főszereplő (tévéfilm vagy minisorozat) | Jelölve  |